# La gran juerga
La gran juerga (La grande vadrouille), o La fuga fantástica en Argentina, es una película franco-británica de 1966, dirigida por Gérard Oury.
La historia transcurre durante la 2.ª Guerra Mundial y cuenta la historia de tres pilotos ingleses que, después de bombardear Alemania, son alcanzados mientras sobrevuelan Francia y se ven obligados a lanzarse en paracaídas sobre territorio ocupado por los alemanes. Allí reciben ayuda inicialmente de un pintor y de un director de orquesta para intentar llegar a la zona de Francia libre.
Es la tercera película francesa con más entradas vendidas en su país de origen.

## Elenco principal
- Bourvil.... Augustin Bouvet
- Louis de Funès.... Stanislas Lefort
- Terry-Thomas.... Sir Reginald ("Bigotudo")
- Claudio Brook.... Peter Cunningham
- Mike Marshall.... Alan MacIntosh
- Marie Dubois.... Juliette
- Pierre Bertin.... abuelo de Juliette
- Andrea Parisy.... hermana Marie-Odile
- Mary Marquet.... madre superiora
- Benno Sterzenbach.... mayor Aschbach
- Paul Préboist.... pescador